# Høybergodden

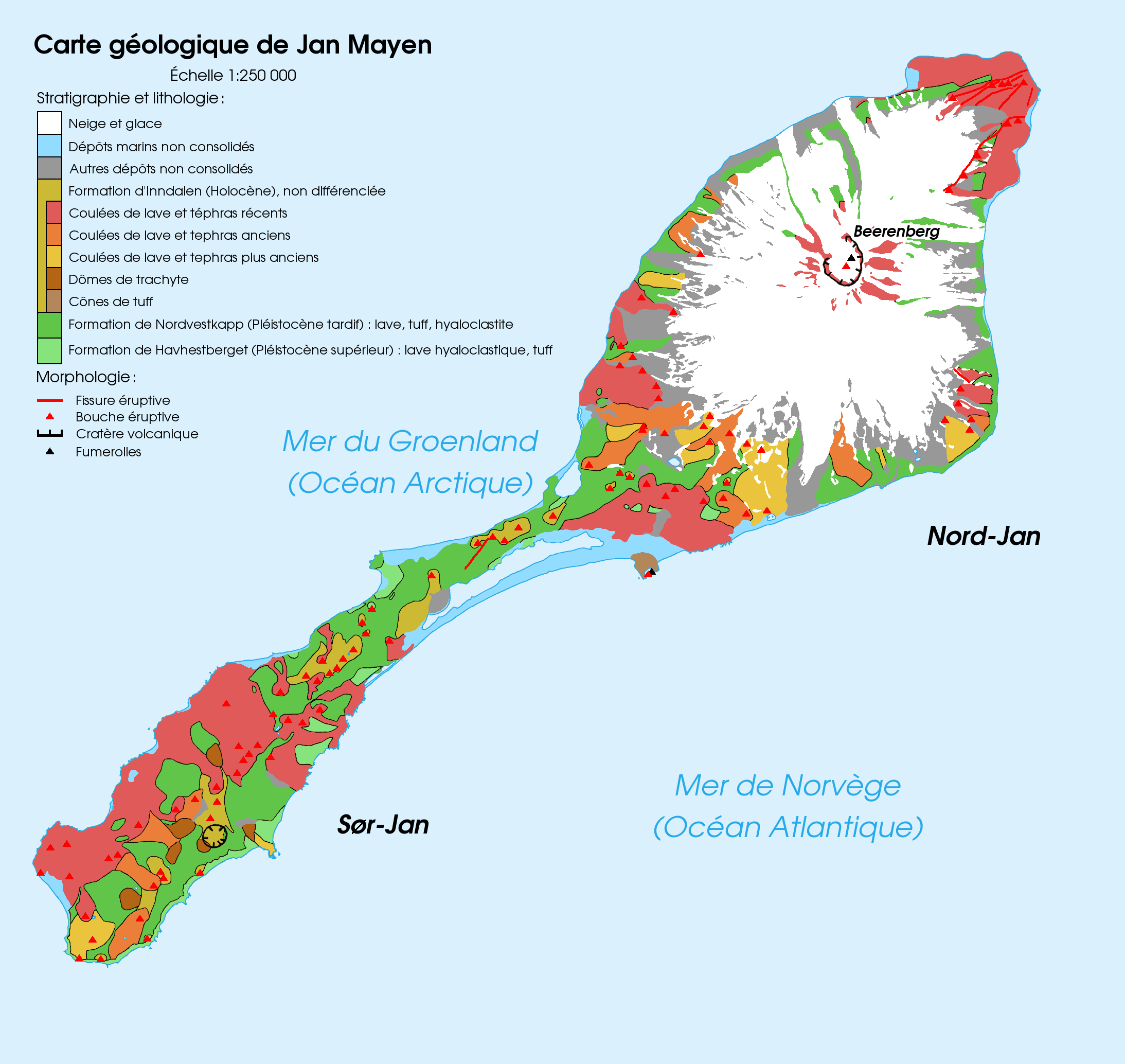
Carte de l'île Jan Mayen

Høybergodden est le point le plus à l'ouest de l'île volcanique  Jan Mayen. C'est aussi le point le plus à l'ouest de la Norvège.
Le nom fait référence au cratère volcanique Hoyberg.